# Dragon Lee II
Dragon Lee (II) (né le 15 mai 1995 à Tala, Jalisco, dans l'état de Mexico) est un catcheur (lutteur professionnel) mexicain. Il travaille actuellement avec la World Wrestling Entertainment, dans la division Raw, sous le nom de Dragon Lee.

## Carrière

### Consejo Mundial de Lucha Libre (2013-2019)
Au début de 2015, il commence une rivalité avec le catcheur japonais Kamaitachi.
Le 5 avril, il remporte son 1er titre de champion de lutte professionnelle en battant Virus pour le CMLL World Lightweight Championship.
Lors de 83rd Anniversary Show, il bat La Máscara dans un Lucha de Apuestas et remporte le masque de ce dernier.
En janvier 2018, lui et Místico II unissent leurs forces pour participer au Brothers Tag Tournament 2018 de la CMLL lors de la tournée Fantastica Mania 2018. Les frères Muñoz battent El Cuatrero et Sansón au premier tour, mais perdent contre Último Guerrero et Gran Guerrero en finale.

### Ring of Honor (2016-2022)
Il fait ses débuts à la Ring of Honor, lors de All Star Extravaganza VIII, où il bat Kamaitachi. Lors de Final Battle 2016, il perd contre Marty Scurll dans un Three Way Match qui comprenaient également Will Ospreay et ne remporte pas le ROH World Television Championship.
Lors de Manhattan Mayhem VI, il bat Will Ospreay. Lors de Supercard of Honor XI, lui et Jay White perdent contre Volador Jr. et Will Ospreay. Lors de Final Battle 2017, lui, Flip Gordon et Titán perdent contre Bullet Club (Adam Page, Matt et Nick Jackson) et ne remportent pas les ROH World Six-Man Tag Team Championship.

#### La Faccion Ingobernable (2019-2022)
Lors de Final Battle 2019, il bat Shane Taylor et remporte le ROH World Television Championship. Peu après, il est annoncé comme membre de la branche américaine de La Facción Ingobernable, constitué de lui-même, son frére Rush, Kenny King et Amy Rose.
Le 26 février 2021, lui et Kenny King battent The Foundation (Jay Lethal et Jonathan Gresham) pour remporter les ROH World Tag Team Championship,.
Lors de Best In The World 2021, il bat Tony Deppen et remporte le ROH World Television Championship pour la deuxième fois,.
Le 10 septembre, lui et Kenny King battent Violence Unlimited (Chris Dickinson et Homicide) et remportent les ROH World Tag Team Championship pour la deuxième fois. Lors de Honor For All 2021, ils perdent les titres contre The OGK (Michael Bennett et Matt Taven).

### New Japan Pro Wrestling (2017-2020)
Lors de The New Beginning in Osaka, il perd contre Hiromu Takahashi et ne remporte pas le IWGP Junior Heavyweight Championship. 
Lui et Titán participent ensuite au Super Jr. Tag Tournament 2017 où ils sont éliminés dès le premier tour à la suite de leur défaite contre Los Ingobernables de Japón (Bushi et Hiromu Takahashi).
Lors de G1 Supercard, il bat Taiji Ishimori et Bandido et remporte le IWGP Junior Heavyweight Championship. Lors de Wrestling Dontaku 2019 - Tag 1, il conserve le titre contre Taiji Ishimori. Lors de Dominion 6.9 In Osaka-Jo Hall, il perd son titre contre Will Ospreay.
Le 22 août, il entre dans la Super J-Cup 2019, en battant Yoh dans son match de premier tour. Le 24 août, il bat Ryusuke Taguchi dans son match de second tour. Le 25 août, il bat Carístico en demi - finale et perd contre El Phantasmo en finale du tournoi.
Lors de Wrestle Kingdom 14 - Tag 2, lui et Hiromu Takahashi battent Jushin Thunder Liger et Naoki Sano.

### Lucha Libre AAA Worldwide (2019-2022)
Lors de Triplemania Regia, il perd contre Kenny Omega et ne remporte pas le AAA Mega Championship.
Lors de Triplemania Regia 2021, lui et Dralístico battent Laredo Kid et Willie Mack.
Lors de TripleMania XXX: Tijuana, ils battent Johnny Hardy et Matt Hardy. Lors de Noche de Campeones, ils battent FTR et remportent les AAA World Tag Team Championship.

### All Elite Wrestling (2022)
Le 17 août 2022 à Dynamite, il fait ses débuts en faisant équipe avec ces coéquipiers de la La Facción Ingobernable (Andrade El Idolo et Rush) contre The Elite (Kenny Omega et Matt Jackson et Nick Jackson) dans le premier tour du tournoi pour déterminer les premiers AEW World Trios Champions qu'ils perdent.

### World Wrestling Entertainment (2022-...)
Le 29 décembre, il signe officiellement avec la World Wrestling Entertainment.

#### Débuts àNXTetRaw(2023)
Le 7 mars 2023 à NXT Roadblock, il fait sa première apparition dans la foule.
Le 1er avril à NXT Stand & Deliver, il fait ses débuts dans le show jaune, mais ne remporte pas le titre Nord-Américain de NXT, battu par Wes Lee dans un Fatal 5-Way match qui inclut également JD McDonagh, Ilja Dragunov et Axiom. Trois soirs plus tard à NXT, il dispute son premier match en battant Nathan Frazer. Le 28 mai à NXT Battleground, il ne remporte pas la coupe Heritage de NXT, battu par Noam Dar.
Le 30 juillet lors du pré-show à NXT: The Great American Bash, Valentina Feroz, Yulisa Leon, Nathan Frazer et lui battent Meta-Four (Lash Legend, Jakara Jackson, Oro Mensah et Noam Dar) dans un 8-Person Mixed Tag Team match. Le 25 septembre à Raw, il fait ses débuts dans le show rouge, mais ne remporte pas le titre Nord-Américain de NXT, battu par "Dirty" Dominik Mysterio. Cinq soirs plus tard à NXT No Mercy, il est arbitre spécial du match entre son ancien adversaire et Trick Williams pour la même ceinture. Il effectue le compte de trois en faveur du second qui remporte la rencontre et le titre.

#### SmackDownet champion Nord-Américain deNXT(2023-...)
Le 6 octobre à SmackDown, il fait ses débuts dans le show bleu, dispute son premier match et bat Austin Theory. Le 3 novembre, il signe un nouveau contrat avec la compagnie et intègre officiellement le roster de SmackDown. Le 25 novembre aux Survivor Series: WarGames, il perd face à Santos Escobar. Le 9 décembre à NXT Deadline, il devient le nouveau champion Nord-Américain de NXT en prenant sa revanche sur "Dirty" Dominik Mysterio, qui l'avait battu le 25 septembre à Raw, remporte le titre pour la première fois de sa carrière et son premier titre personnel.
Le 9 janvier 2024 à NXT, il conserve son titre en battant Lexis King. Après le combat, il ne conserve pas sa ceinture, battu par Oba Femi qui a utilisé son contrat Breakout sur lui, ce qui met fin à un règne de 31 jours.

## Palmarès
- All Pro Wrestling
  - King of Indies tournament (2018, 2019)
- Consejo Mundial de Lucha Libre
  - 2 fois CMLL World Lightweight Championship
  - 1 fois CMLL World Welterweight Championship
  - CMLL Bodybuilding Contest: Beginners Category (2013)
  - CMLL Bodybuilding Contest: Intermediate Category (2014, 2015)[44],[45]
- Kaoz Lucha Libre
  - 1 fois Kaoz Tag Team Champion - avec Dralístico
- Lucha Libre Azteca
  - 1 fois Azteca Champion
- Lucha Libre AAA Worldwide
  - 1 fois champion du monde par équipes de la AAA - avec Dralístico
- Mucha Lucha Atlanta
  - 1 fois MLA Heavyweight Championship (actuel)
- New Japan Pro Wrestling
  - 1 fois IWGP Junior Heavyweight Championship
  - Torneo de Parejas Familiares (2019) avec Místico
- Pro Wrestling Illustrated
  - Classé 250e des 500 meilleurs catcheurs en 2016[46]
- Ring of Honor
  - 2 fois champion du monde Television de la ROH[47]
  - 2 fois champion du monde par équipes de la ROH - avec Kenny King
- The Crash Lucha Libre
  - 1 fois The Crash Tag Team Champion - avec Dralístico
- World Wrestling Entertainment
  - 1 fois Champion Nord-Américain de NXT
  - 1 fois Champion Speed de la WWE (actuel)
- Wrestling Observer Newsletter
  - Rookie of the Year (2014)

## Récompenses des magazines
- Pro Wrestling Illustrated

| Année | 2016 | 2017 à 2018 | 2019 | 2020 | 2021 | 2022 | 2023 | 2024 |
| ----- | ---- | ----------- | ---- | ---- | ---- | ---- | ---- | ---- |
| Rang  | 251  | Non classé  | 57   | 76   | 41   | 135  | 253  | 219  |

- Wrestling Observer Newsletter

| # | Résultat | Adversaire   | Évènement                              | Date              | Durée | Lieu                       | Notes                                                           |
| - | -------- | ------------ | -------------------------------------- | ----------------- | ----- | -------------------------- | --------------------------------------------------------------- |
| 1 | Défaite  | Will Ospreay | NJPW Dominion 6.9 In Osaka-Jo Hall     | 9 juin 2019       | 20:07 | Osaka Jo Hall, Osaka       | Le titre de Champion Poids Lourd Junior IWGP de Lee est en jeu. |
| 2 | Défaite  | Bandido      | PWG Battle Of Los Angeles 2019 - Tag 3 | 22 septembre 2019 | 11:53 | Globe Theatre, Los Angeles |                                                                 |